# Phaeophilacris townsendi
Phaeophilacris townsendi är en insektsart som beskrevs av Johann Heinrich Kaltenbach 1983. Phaeophilacris townsendi ingår i släktet Phaeophilacris och familjen syrsor.

## Underarter
Arten delas in i följande underarter:
- P. t. spelea
- P. t. townsendi